# Sulawesikortvleugel
De Sulawesikortvleugel (Heinrichia calligyna) is een zangvogel uit de familie Muscicapidae (vliegenvangers).

## Verspreiding en leefgebied
Deze soort is endemisch op het Indonesische eiland Sulawesi en telt 3 ondersoorten:
- H. c. simplex: noordelijk Sulawesi.
- H. c. calligyna: het zuidelijke deel van Centraal-Sulawesi.
- H. c. picta: zuidoostelijk Sulawesi.